# Elizabeth Francis
Elizabeth Francis (25 juillet 1909 – 22 octobre 2024) était une supercentenaire américaine qui était la personne la plus âgée en vie aux États-Unis depuis la mort d'Edith Ceccarelli le 22 février 2024, jusqu'à sa propre mort le 22 octobre 2024.

## Biographie
Elizabeth Francis, d'origine afro-américaine, est née à St. Mary Parish, en Louisiane, le 25 juillet 1909, bien qu'elle ne sache pas exactement dans quelle ville elle est née. Sa mère est décédée en 1920, et elle et ses cinq frères et sœurs ont été envoyés dans des foyers différents. Elle a été envoyée à Houston, au Texas, où elle a été élevée par une tante. Elle vivait à côté de sa sœur aînée Bertha Johnson (6 août 1904 – 21 février 2011), avant que Johnson ne décède à l'âge de 106 ans ; elle et Francis étaient parmi les frères et sœurs les plus âgés dont on ait jamais entendu parler. Elle avait une autre sœur qui a vécu jusqu'à l'âge de 95 ans, et son père est décédé quand il avait 88 ans.
Francis a élevé sa fille en tant que mère célibataire. Elle a emménagé dans sa dernière maison en 1999 et y a vécu jusqu'à sa mort, où elle a vécu avec sa fille de 96 ans Dorothy Williams (née le 1er septembre 1928), et a été prise en charge par sa petite-fille de 69 ans Ethel Harrison. Williams était la personne la plus âgée au monde avec un parent vivant.
Dans les années 1970, Elizabeth Francis dirigeait le café de KTRK-TV à Houston et y a travaillé pendant plus de 20 ans. Elle était également très impliquée dans son église, la Good Hope Missionary Baptist Church. Francis n'a jamais appris à conduire, elle utilisait donc le bus ou comptait sur les membres de sa famille pour se déplacer. Elle utilisait un fauteuil roulant depuis 2016. Francis a évité de fumer et de boire de l'alcool toute sa vie et cultivait souvent des légumes dans son jardin. Elle a attribué sa longue vie à sa foi en Dieu.
Le 22 février 2024, Elizabeth Francis est devenue la personne la plus âgée des États-Unis après le décès d'Edith Ceccarelli, 116 ans, de Californie. Après le décès à l'âge de 117 ans de Maria Branyas Morera, Espagnole d'origine américaine, le 19 août 2024, elle est devenue la personne la plus âgée née aux États-Unis et la troisième personne la plus âgée au monde.
Francis est décédée le 22 octobre 2024, à l'âge de 115 ans et 89 jours. Après sa mort, Naomi Whitehead (en) de Greenville, en Pennsylvanie, est devenue la personne la plus âgée en vie aux États-Unis.